# Antonio Lizárraga i Esquiroz
Antonio Lizárraga i Esquiroz (Pamplona, Navarra, 22 de gener de 1817 - Roma, Itàlia, 7 de desembre de 1877) fou un general carlista.
Als disset anys ingressà com a voluntari en l'exèrcit carlista, servint primer en el batalló de guies de Zumalacárregui. El 1833 ascendí a oficial, assistí a les batalles de Barbastre i Osca i fou ferit a l'acció d'Oristà. Prengué part en successives accions fins a acabar la guerra, després del conveni de Vergara entrà en l'exèrcit nacional amb el grau de tinent que ja tenia en el carlista i sempre observà una conducta exemplar, distingint-se pel seu valor i disciplina i guanyant-se l'estima i confiança dels seus caps.
En esclatar la tercera guerra carlina, i ja sent tinent coronel, tornà a les files dels carlistes, sent anomenat comandant general de Guipúscoa, després de l'Exèrcit carlí del Centre, del que fou substituït per Antonio Dorregaray y Dominguera, i, ja per acabar, de Catalunya. Defensà la plaça de la Seu d'Urgell contra l'exèrcit assetjador del general Martínez-Campos, i només es rendí després d'una aferrisada defensa sent fet presoner i portat a Madrid (1875).
Fou un home actiu i emprenedor i prengué part en totes les operacions de la guerra, el mateix en les estratègiques que en les administratives i tècniques.